# Hemerobius fujimotoi
Hemerobius fujimotoi is een insect uit de familie van de bruine gaasvliegen (Hemerobiidae), die tot de orde netvleugeligen (Neuroptera) behoort. 
Hemerobius fujimotoi is voor het eerst wetenschappelijk beschreven door Nakahara in 1960.